# Agnes Moorehead
Agnes Robertson Moorehead (Clinton, 6 de dezembro de 1900 — Rochester, 30 de abril de 1974) foi uma atriz norte-americana.

## Biografia
Popularizou-se no mundo todo a partir de 1964, quando viveu a engraçada e malévola Endora no seriado "A Feiticeira".
Formou-se com louvor em ciências, foi Ph.D em literatura, mas o negócio dela era mesmo o show business. Mudou-se com a família para St. Louis e, a partir do final dos anos 1920, começou a se apresentar em óperas cômicas e espetáculos de vaudeville, até que começou a fazer rádio-novelas.
Foi na rádio que conheceu Orson Welles e ingressou em sua companhia radiofônica "The Mercury Theater of the Air", no ano de 1938. Orson Welles foi o responsável pela estreia de Agnes no cinema, e em grande estilo: ela fez a mãe de Welles em Cidadão Kane, considerado por muitos como o melhor filme de todos os tempos.
Ela foi também professora de arte dramática para a Universal Pictures e responsável pela formação de muitos artistas famosos como Debbie Reynolds, Donald O'Connor e Sandra Dee. Foi nomeada cinco vezes ao Oscar de Melhor Atriz (coadjuvante/secundária).
Agnes Moorehead morreu em 1974, vítima de câncer, dois anos após o encerramento de A Feiticeira.

## Filmografia
- Citizen Kane (1941)
- The Magnificent Ambersons (1942)
- The Big Street (1942)
- Journey into Fear (1943)
- The Youngest Profession (1943)
- Government Girl (1943)
- Jane Eyre (1944)
- Since You Went Away (1944)
- Dragon Seed (1944)
- The Seventh Cross (1944)
- Mrs. Parkington (1944)
- Tomorrow, the World! (1944)
- Keep Your Powder Dry (1945)

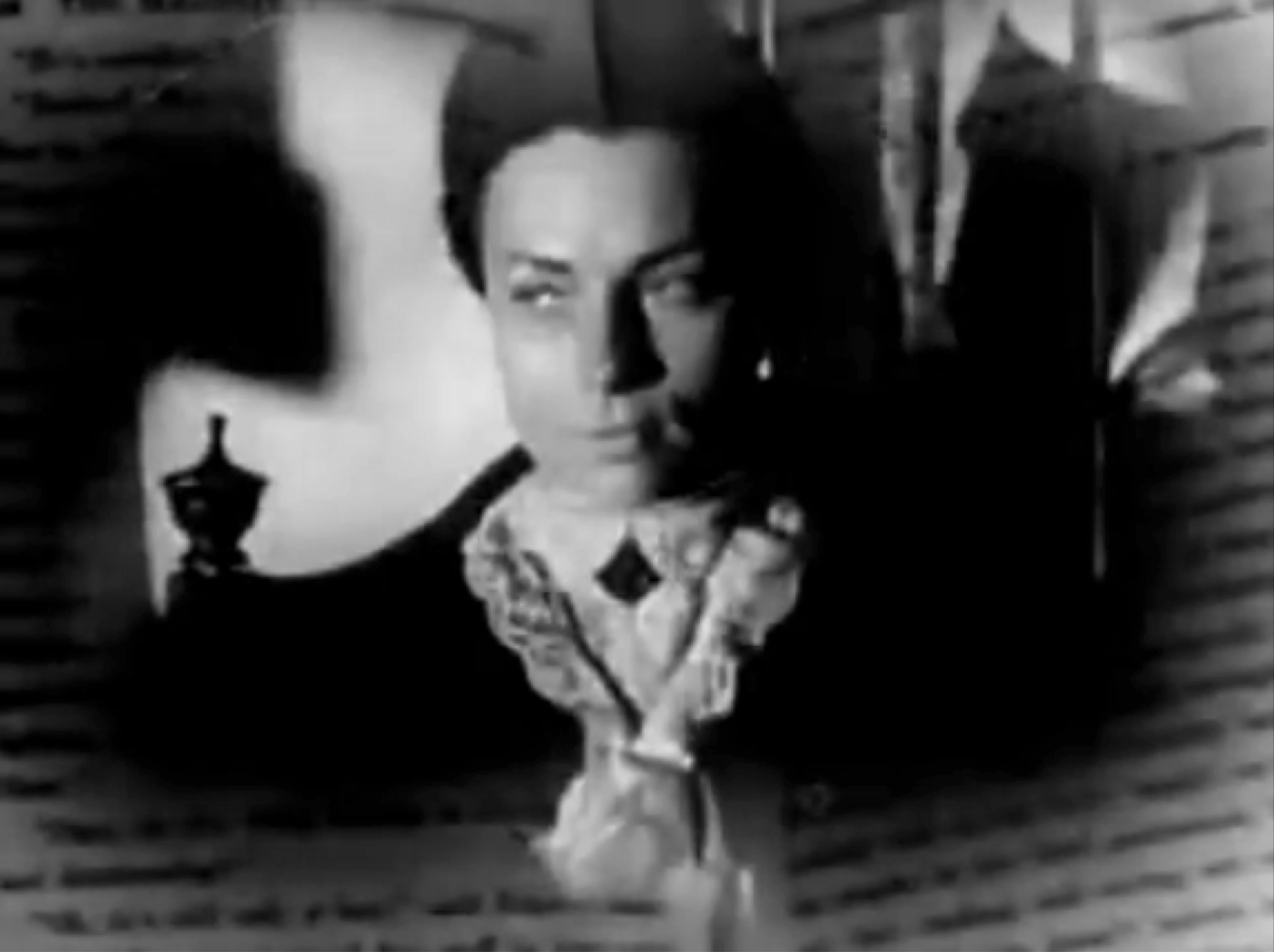
Agnes Moorehead em The Magnificent Ambersons

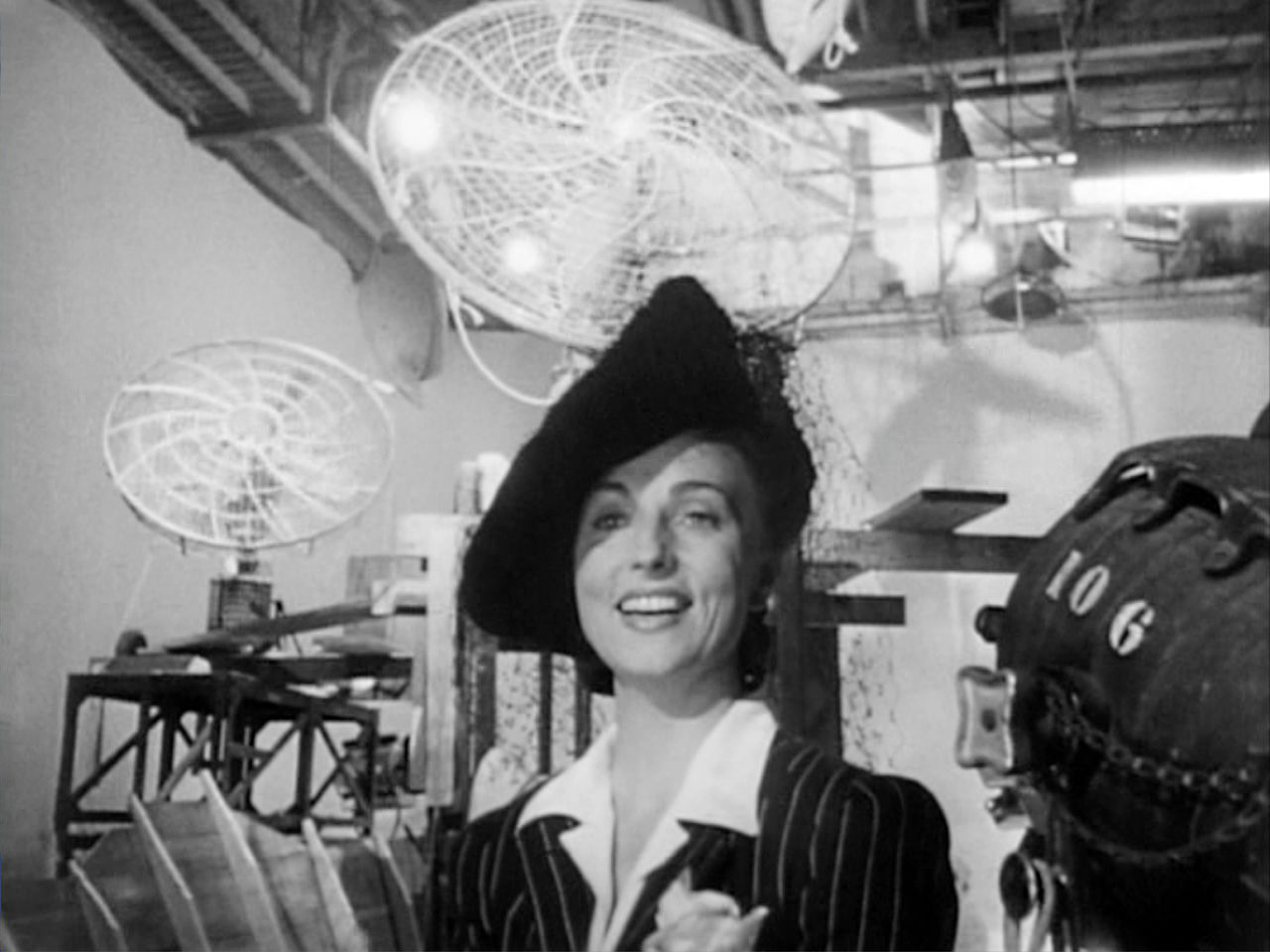
Agnes Moorehead em Citizen Kane

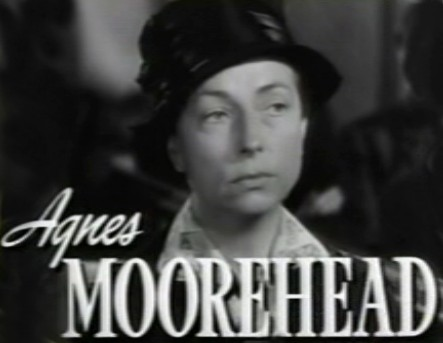
Agnes Moorehead em Johnny Belinda

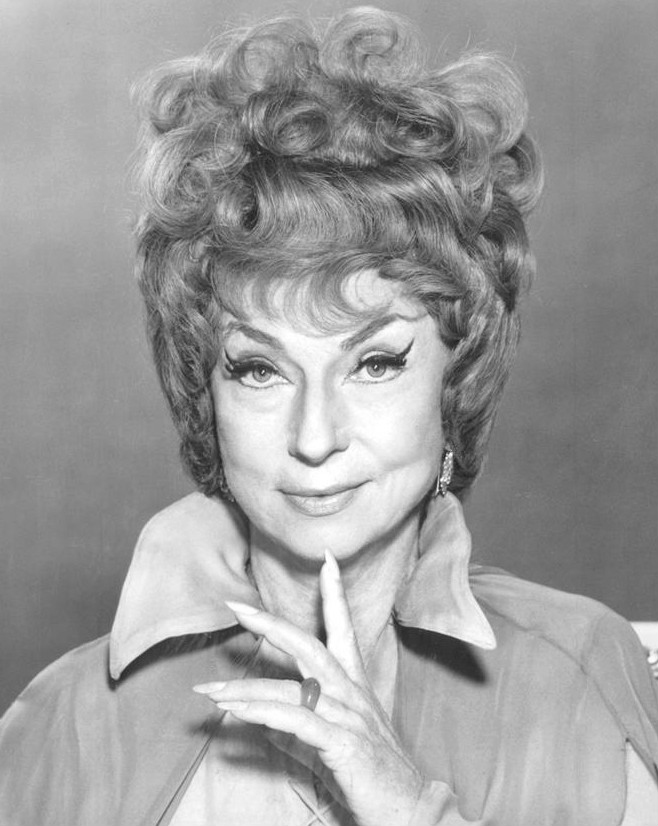
Como Endora em Bewitched (1969)

- Her Highness and the Bellboy (1945)
- Our Vines Have Tender Grapes (1945)
- Dark Passage (1947)
- The Lost Moment (1947)
- Summer Holiday (1948)
- The Woman in White (1948)
- Station West (1948)
- Johnny Belinda (1948)
- The Stratton Story (1949)
- The Great Sinner (1949)
- Without Honor (1949)
- Black Jack (1950)
- Caged (1950)
- Fourteen Hours (1951)
- Adventures of Captain Fabian (1951)
- Show Boat (1951)
- The Blue Veil (1951)
- The Blazing Forest (1952)
- The Story of Three Loves (1953)
- Scandal at Scourie (1953)
- Main Street to Broadway (1953)
- Those Redheads from Seattle (1953)
- Magnificent Obsession (1954)
- Untamed (1955)
- The Left Hand of God (1955)
- All That Heaven Allows (1955)
- The Conqueror (1956)
- Meet Me in Las Vegas (1956)
- The Swan (1956)
- The Revolt of Mamie Stover (1956)
- Pardners (1956)
- The Opposite Sex (1956)
- The True Story of Jesse James (1957)
- Jeanne Eagels (1957)
- Raintree County (1957)
- The Story of Mankind (1957)
- Tempest (1958)
- Night of the Quarter Moon (1959)
- The Bat (1959)
- Pollyanna (1960)
- Twenty Plus Two (1961)
- Bachelor in Paradise (1961)
- Jessica (1962)
- How the West Was Won (1962)
- Who's Minding the Store? (1963)
- Hush…Hush, Sweet Charlotte (1964)
- The Singing Nun (1966)
- What's the Matter with Helen? (1971)
- Dear Dead Delilah (1972)
- Charlotte's Web (1973) (voz)

### Curtas
- Operation Raintree (1957)
- Screen Snapshots: Salute to Hollywood (1958)

### Série
- James West- The Wild Wild West (1967) - Atriz convidada Temp. 2 Ep. 18